# Covas e Vila Nova de Oliveirinha
Covas e Vila Nova de Oliveirinha (llamada oficialmente União das Freguesias de Covas e Vila Nova de Oliveirinha) es una freguesia portuguesa del municipio de Tábua, distrito de Coímbra.

## Historia
Fue creada el 28 de enero de 2013 en aplicación de una resolución de la Asamblea de la República de Portugal promulgada el 16 de enero de 2013 con la unión de las freguesias de Covas y Vila Nova de Oliveirinha, pasando su sede a estar situada en la antigua freguesia de Covas.

## Demografía
| Gráfica de evolución demográfica de Covas e Vila Nova de Oliveirinha entre 2011 y 2021 |
|                                                                                        |
| Datos según el nomenclátor publicado por el INE portugués.                             |